# Hangar X
Hangar X (auch: Hangar-X) war eine österreichische Deutschrock-Band aus Steyr. Sie wurde 2009 gegründet und stand zuletzt beim Label Rookies & Kings unter Vertrag. 

## Bandgeschichte
Hangar-X wurde zunächst als Trio von den Brüdern Rene (Gitarre) und Mario Bugelmüller (Schlagzeug) sowie Max Enöckl (Gitarre und Gesang) gegründet. Zunächst noch ohne Bassist wurden vier Songs für eine EP geschrieben und eingespielt, doch die Gruppe entschied sich nach dem Einstieg von Matthias Blach als Bassist direkt ein Album einzuspielen. Ihr Debütalbum Rock ’n’ Roll Rebel erschien im November 2011 im Eigenvertrieb.
Ihren größten Gig zu jener Zeit absolvierten sie im Wiener Gasometer, wo sie im Vorprogramm von Frei.Wild und Unantastbar spielen durften. Außerdem durften sie bei der Meisterfeier des Vereins SK Vorwärts Steyr auftreten, wo sie ihren Fußballsong Schulter an Schulter spielten.
Im Sommer 2012 kam die Band zu Burnout Records, wo 2014 ihr zweites Album Ohne Einsatz kein Spiel veröffentlicht wurde. 2016 erschien ein selbstbetiteltes Album über die Plattenfirma MetalSpiesser Records. Im gleichen Jahr erfolgten Wiederveröffentlichungen der ersten beiden Alben über das Label MetalSpiesser Records.
Am 8. Februar 2019 verkündete das Label Rookies & Kings schließlich die Band unter Vertrag genommen zu haben. Zwischenzeitlich wurde Mario Bugelmüller durch den neuen Schlagzeuger Wolfgang Innerhaider ersetzt. Das erste Album für das Label wurde Fahr zur Hölle, das am 5. April 2019 nach drei Jahren Studiozeit erschien. Das Album erschien neben den normalen Varianten auch als Boxset mit Schal und Zippo sowie diversem Merchandise. Im Anschluss ging die Band mit der Gruppe Artefuckt auf Tour. Das Album erreichte Platz 57 der deutschen Charts.
Im Oktober 2022 gab die Band via Facebook bekannt, die Aktivitäten um die Band einzustellen.

## Musikstil
Die Band spielte Deutschrock mit Punk-Einflüssen im Stile vergleichbarer Bands wie Böhse Onkelz, Frei.Wild, Serum 114 oder Unantastbar.

## Diskografie

### Alben
- 2011: Rock ’n’ Roll Rebel  (Eigenproduktion, Wiederveröffentlichung 2012 über Burnout Records, 2016 über MetalSpiesser Records und 2019 über Rookies & Kings)
- 2014: Ohne Einsatz kein Spiel (Burnout Records, Wiederveröffentlichung 2016 über Metalspiesser Records und 2019 über Rookies & Kings)
- 2016: Hangar-X (MetalSpiesser Records, Wiederveröffentlichung 2019 über Rookies & Kings)
- 2019: Fahr zur Hölle (Rookies & Kings)

### Singles
- 2011: Lieder die das Land versteht
- 2012: Wer trägt die Schuld
- 2014: Lass uns fallen (Burnout Records)
- 2015: Wenn du lachst (MetalSpiesser Records)[9]
- 2016: Ich denke zurück (MetalSpiesser Records)
- 2016: Im Fieber (MetalSpiesser Records)[10]
- 2019: Fahr zur Hölle (Rookies & Kings)
- 2019: Mein Tag mein Jahr mein Leben (Rookies & Kings)
- 2019: Ich vermisse diese Tage (Rookies & Kings)